# Rorschacheramt

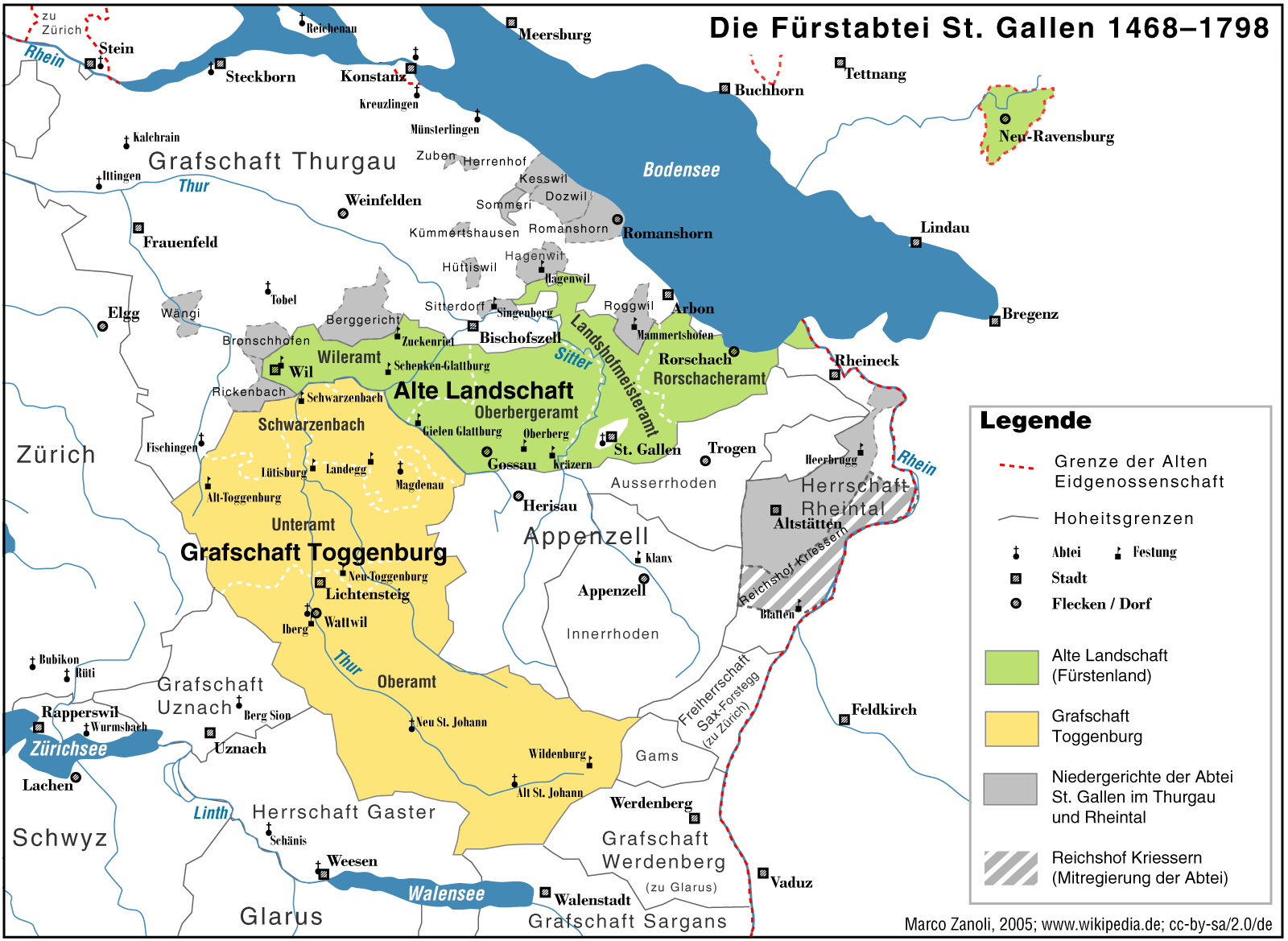
Der St. Galler Klosterstaat 1468–1798

Das Rorschacheramt war vom späten 15. Jahrhundert bis 1798 ein Amtsbezirk im Oberamt der Alten Landschaft des St. Galler Klosterstaates.
Das Rorschacheramt umfasste die vier Niedergerichte Rorschach, Goldach, Steinach und Mörschwil. Zum Niedergericht Rorschach gehörten der sogenannte Reichshof und die sechs Hauptmannschaften Rorschacherberg, Grub, Eggersriet, Tübach, Altenrhein und rechts des Rheins Gaißau, das seit 1798 zu Österreich gehört. Das Niedergericht Goldach umfasste die Hauptmannschaften Ober- und Untergoldach sowie Untereggen.
Hauptmannschaften waren Orte, die im Gegensatz zu den Gerichten keine eigenen Offnungen hatten.
Im Rorschacheramt befanden sich zudem die Schlösser Wartensee und Sulzberg mit eigenen kleinen Gerichtsbezirken als Lehen des niederen Adels.

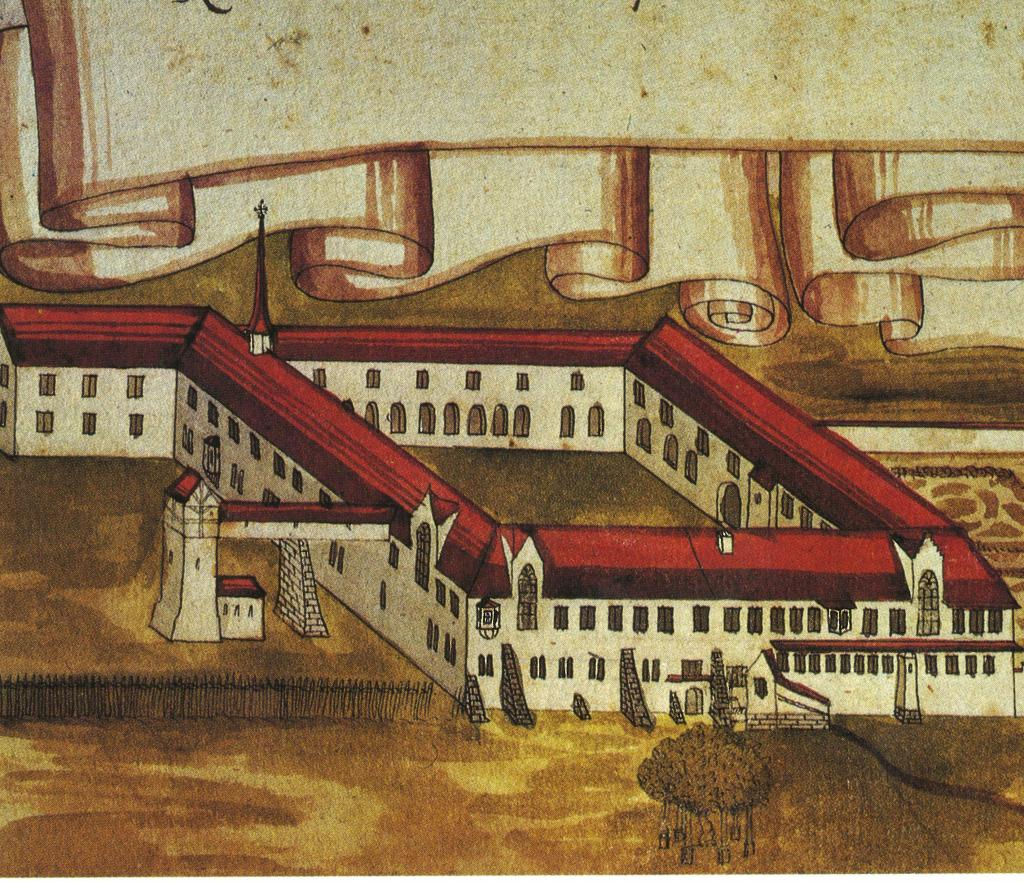
Die Verwaltung des Rorschacheramts befand sich im Klostergebäude Mariaberg.

Hauptort des Rorschacheramts war Rorschach. An der Spitze seiner Verwaltung standen ein Kapitular des Klosters St. Gallen als Statthalter im Klostergebäude Mariaberg und, ihm untergeordnet, der weltliche Obervogt zu Rorschach, der zunächst auf dem am Rorschacherberg gelegenen St. Annaschloss, später im Marktflecken am See residierte und die Reichsvogtei ausübte. Oberste Gerichts- und Appellationsinstanz des Rorschacheramts war das Pfalzgericht. Zusammen mit dem Landshofmeisteramt, dem Oberbergeramt und dem Romanshorneramt bildete das Rorschacheramt das Oberamt der fürstäbtischen Alten Landschaft.